# محاكاة (فن)

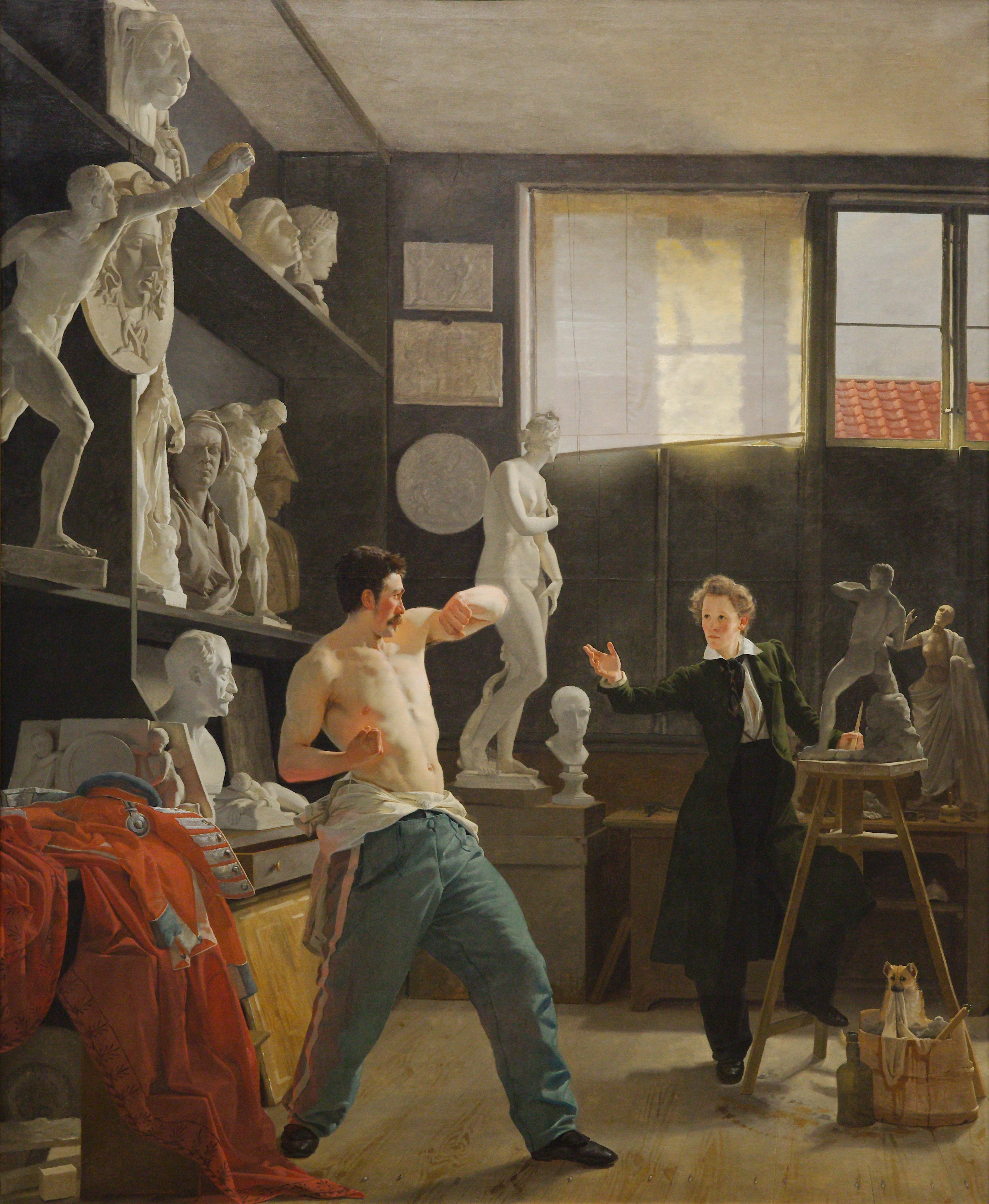

المحاكاة (الجمع: مُحَاكَيَاتٌ -للأنواع، والمرَّات-) (بالإنجليزية: Mimesis، باليونانية القديمة: μίμησις mīmēsis، وتعني «أن تحاكي»، ومن μῖμος mimos، وتعني «محاكي، ممثل»)، مصطلحٌ في النقد الأدبي والفلسفة ويحمل مجالًا واسعًا من المعاني من بينها، التقليد، والمحاكاة، والتشابه غير المحسوس، والتقابل، والتمثيل، والتنكر، وفعل التعبير، وفعل التشبيه، وتقديم الذات.
في اليونان القديمة، كانت المحاكاة فكرة قادت إعداد الأعمال الفنية، وعلى وجه الخصوص بما يتوافق مع فهم العالم الفيزيائي على أنه نموذج للجمال، والحقيقة، والخير. أوضح أفلاطون الفرق بين المحاكاة والحكاية أو القصة. بعد أفلاطون، تحول معنى المحاكاة في نهاية المطاف نحو وظيفة أدبية وتحديدًا في المجتمع اليوناني القديم، وتغير استخدامه وأعيد تفسيره مرات عديدة مذ ذاك الوقت.
إحدى أشهر الدراسات في المحاكاة، والتي فُهمت على أنها شكل من أشكال الواقعية في الأدب، هي المحاكاة: تمثيل الواقع في الأدب الغربي بقلم إريك أورباخ، وتبدأ بمقارنة شهيرة بين طريقة تصوير العالم في أوديسة هوميروس وطريقة ظهوره في الكتاب المقدس. على هذين النصين الأساسيين، باعتبار الأوديسة غربية والكتاب المقدس كُتب على يد مجموعة متعددة من الكتاب شرق الأوسطيين، يبني أورباخ أساس نظرية موحدة حول التمثيل تجول تاريخ الأدب الغربي بكامله، متضمنة الروايات المعاصرة لوقت بدء أورباخ كتابة دراسته. في تاريخ الفن، استُخدمت مصطلحات «المحاكاة»، و«الواقعية»، و«الطبيعية»، بالتبادل غالبًا، للدلالة على التمثيل الدقيق، وحتى «المخادع»، للمظهر المرئي للأشياء.
نظّر للمحاكاة مجموعة متنوعة من المفكرين مثل أفلاطون، وأرسطو، وفيليب سيدني، وسامويل تايلر كوليريدج، وآدم سميث، وغابرييل تاردي، وسيغموند فرويد، ووالتر بينجامين، وثيودور أدورنو، وإريك أورباخ، وبول ريسور، ولوس إريغاراي، وجاك دريدا، ورينيه جيرار، ونيكولاس كومبريديس، وفيليب لاكو لابارثي، ومايكل توسيغ، وميرلين دونالد، وهومي بهابها.

## تعاريف كلاسيكية

### أفلاطون
رأى كل من أفلاطون وأرسطو أن المحاكاة تمثيل الطبيعة، بما يشمل الطبيعة البشرية، كما تعكس مسرحيات تلك الفترة. كتب أفلاطون عن المحاكاة في كل من أيون والجمهورية (الكتب الثاني والثالث والعاشر). في أيون، يقول إن الشعر هو فن الجنون، أو الوحي الإلهيين. لأن الشاعر خاضع لهذا الجنون الإلهي، بدلًا عن امتلاكه «فن» أو «معرفة» – صنعة – الموضوع (532 سي)، فهو لا ينطق بالحقيقة (كما وصف أفلاطون في نظرية المُثُل خاصته). بالنسبة لأفلاطون، الحقيقة هي شأن الفيلسوف. مثلما لم تتكون الثقافة في تلك الأيام من قراءة الكتب وحدها، بل من الاستماع للعروض، أو حفلات الخطباء (والشعراء)، أو تمثيل ممثلي التراجيديا الكلاسيكيين، حافظ أفلاطون على نقده القائل إن المسرح لم يكن كافيًا لنقل الحقيقة (540 سي). كان قلقًا من قدرة الممثلين أو الخطباء بهذه الطريقة على إقناع جمهور ما بالبلاغة بدلًا عن إخبارهم الحقيقة (535 بي).
في الكتاب الثاني من الجمهورية، يصف أفلاطون حوار سقراط مع تلامذته. يحذرنا سقراط من أن نعتبر الشعر جديًا قادرًا على تحصيل الحقيقة وأننا نحن الذين نستمع للشعر يجب أن تكون متيقظين أمام إغواءاته، إذ لا مكان للشاعر في فكرتنا عن الله.
في الاستطراد بهذا في الكتاب العاشر، سرد أفلاطون استعارة سقراط حول الأسرّة الثلاثة: أحد الأسرّة موجود باعتباره فكرة خلقها الله (المُثل الأفلاطوني، أو الصيغة)؛ وواحد صنعه النجار، محاكاة لفكرة الله؛ وواحد صنعه الفنان محاكاة لسرير النجار.